# Sunny Afternoon/I'm Not Like Everybody Else
Sunny Afternoon/I'm Not Like Everybody Else è un singolo discografico del gruppo rock britannico The Kinks, composto dal leader della band Ray Davies. Pubblicato in Gran Bretagna il 3 giugno 1966, la prima traccia venne successivamente inserita nell'album Face to Face. Le accentuate sonorità da music hall e il satirico testo del brano sono parte del mutamento stilistico della band iniziato nel 1965 con A Well Respected Man, che passò dai primi successi garage rock del periodo 1964-65 a uno stile più raffinato e complesso.
Il singolo raggiunse la vetta della classifica britannica Official Singles Chart il 7 luglio 1966, scalzando dalla cima Paperback Writer dei Beatles e restandoci per due settimane consecutive. La traccia arrivò al numero 1 anche in Irlanda (18 luglio 1966). In America, raggiunse la posizione numero 14 della Billboard Hot 100 nell'autunno '66. Pitchfork ha inserito Sunny Afternoon alla posizione n. 200 nella sua lista "The 200 Greatest Songs of the 1960s".

## Tracce
1. Sunny Afternoon – 3:36 (Ray Davies)
2. I'm Not Like Everybody Else – 3:29 (Ray Davies)

Durata totale: 7:05

## Descrizione
Come la contemporanea Taxman dei Beatles, il brano Sunny Afternoon tratta della crescente pressione fiscale che il governo laburista di Harold Wilson stava applicando all'epoca nei confronti dei contribuenti britannici. Se il brano di George Harrison era un'effettiva protesta contro le troppe tasse, Sunny Afternoon sembra piuttosto essere una satira delle preoccupazioni economiche della classe borghese britannica.

## Cover
Sunny Afternoon è stata reinterpretata da numerosi artisti inclusi The Standells sul loro album del 1967 The Hot Ones!, i Nuovi Angeli nel 1966 in italiano con il titolo L'Orizzonte è azzurro anche per te, Jimmy Buffett nel disco Fruitcakes (1994), Arjen Anthony Lucassen in Strange Hobby (1997), Stereophonics nel DVD Live at Morfa Stadium (1999), Tommy Scott, in duetto con Tom Jones, sull'album di Jones Reload (1999), Bob Geldof sulla compilation Great Songs of Indifference (2005) e The Cat Empire che eseguirono il brano nel 2009. Infine, i Take That utilizzarono la base strumentale della traccia per la loro canzone Kidz sull'album del 2010 Progress.